# Samsung SCH-B550
De Samsung SCH-B550 is een mobiele telefoon uitgegeven door Samsung in 2006 in Zuid-Korea. Het bevat een 2,5-inch lcd-scherm en een 2-megapixel camera. Het was hoofdzakelijk ontworpen voor computerspellen met 3D-capaciteiten en bevat een gamepad.